# Goupillières (Sena Marítim)
Goupillières és un municipi francès situat al departament del Sena Marítim i a la regió de Normandia. L'any 2007 tenia 423 habitants.

## Demografia

### Població
El 2007 la població de fet de Goupillières era de 423 persones. Hi havia 140 famílies de les quals 8 eren unipersonals (8 dones vivint soles i 8 dones vivint soles), 56 parelles sense fills, 72 parelles amb fills i 4 famílies monoparentals amb fills.
La població ha evolucionat segons el següent gràfic:
Habitants censats

### Habitatges
El 2007 hi havia 151 habitatges, 143 eren l'habitatge principal de la família, 3 eren segones residències i 5 estaven desocupats. Tots els 151 habitatges eren cases. Dels 143 habitatges principals, 124 estaven ocupats pels seus propietaris, 18 estaven llogats i ocupats pels llogaters i 1 estava cedit a títol gratuït; 7 tenien tres cambres, 45 en tenien quatre i 91 en tenien cinc o més. 118 habitatges disposaven pel capbaix d'una plaça de pàrquing. A 51 habitatges hi havia un automòbil i a 87 n'hi havia dos o més.

### Piràmide de població
La piràmide de població per edats i sexe el 2009 era:
| Homes | Edats   | Dones |
| ----- | ------- | ----- |
| 0     | 95 o +  | 0     |
| 0     | 90 a 94 | 0     |
| 4     | 85 a 89 | 0     |
| 0     | 80 a 84 | 0     |
| 0     | 75 a 79 | 0     |
| 0     | 70 a 74 | 4     |
| 8     | 65 a 69 | 0     |
| 12    | 60 a 64 | 12    |
| 8     | 55 a 59 | 16    |
| 8     | 50 a 54 | 8     |
| 28    | 45 a 49 | 12    |
| 20    | 40 a 44 | 24    |
| 4     | 35 a 39 | 12    |
| 28    | 30 a 34 | 16    |
| 12    | 25 a 29 | 8     |
| 8     | 20 a 24 | 8     |
| 28    | 15 a 19 | 24    |
| 12    | 10 a 14 | 0     |
| 32    | 5 a 9   | 4     |
| 4     | 0 a 4   | 8     |

## Economia
El 2007 la població en edat de treballar era de 276 persones, 212 eren actives i 64 eren inactives. De les 212 persones actives 200 estaven ocupades (112 homes i 88 dones) i 12 estaven aturades (5 homes i 7 dones). De les 64 persones inactives 28 estaven jubilades, 16 estaven estudiant i 20 estaven classificades com a «altres inactius».

### Ingressos
El 2009 a Goupillières hi havia 146 unitats fiscals que integraven 405,5 persones, la mediana anual d'ingressos fiscals per persona era de 19.511 €.

### Activitats econòmiques
Dels 7 establiments que hi havia el 2007, 4 eren d'empreses de construcció, 1 d'una empresa de comerç i reparació d'automòbils, 1 d'una empresa de transport i 1 d'una empresa classificada com a «altres activitats de serveis».
Dels 6 establiments de servei als particulars que hi havia el 2009, 1 era un paleta, 3 fusteries, 1 lampisteria i 1 perruqueria.
L'any 2000 a Goupillières hi havia 9 explotacions agrícoles que ocupaven un total de 372 hectàrees.

## Equipaments sanitaris i escolars
El 2009 hi havia una escola elemental.

## Poblacions més properes
El següent diagrama mostra les poblacions més properes.